# 3597 Kakkuri
3597 Kakkuri eller 1941 UL är en asteroid i huvudbältet som upptäcktes den 15 oktober 1941 av den finska astronomen Liisi Oterma vid Storheikkilä observatorium. Den har fått sitt namn efter Juhani Kakkuri.
Asteroiden har en diameter på ungefär 17 kilometer och den tillhör asteroidgruppen Themis.